# Shinee World
The 1st Concert Album «Shinee World» (promovido como  SHINee The 1st Concert Album «SHINee World») es el primer álbum en vivo de la boyband surcoreana SHINee, bajo la discográfica de S.M. Entertainment y EMI Music Japan. Fue grabado durante su primera gira, Shine World, en la Arena de Gimnasia Olímpica.

## Lanzamiento
El 28 de enero de 2012, se anunció que SHINee liberaría su primer disco en vivo, que fue lanzado el 1 de febrero. El álbum se compone de grabaciones en vivo de dos fechas de los concierto de SHINee en Seúl, que se celebró en la Arena de Gimnasia Olímpica el 1 y 2 de enero.
El álbum está constituido por dos discos con un total de 34 pistas. El disco incluye versiones en vivo de «Juliette», «Ring Ding Dong» y «Lucifer» y las actuaciones individuales de cada miembro. Sus éxitos «Replay», «Love Like Oxygen» y «Hello» también están en la lista de pistas.

## Lista de canciones

### CD 1
| N.º | Título                                                              | Duración |  |
| 1.  | «Into The SHINee World (abertura)»                                  | 3:58     |  |
| 2.  | «The SHINee World»                                                  | 4:36     |  |
| 3.  | «Senorita»                                                          | 3:50     |  |
| 4.  | «Get Down»                                                          | 3:12     |  |
| 5.  | «A.MI.GO»                                                           | 3:52     |  |
| 6.  | «Juliette»                                                          | 3:34     |  |
| 7.  | «Hello»                                                             | 3:07     |  |
| 8.  | «Your Name»                                                         | 4:26     |  |
| 9.  | «Stand By Me»                                                       | 4:05     |  |
| 10. | «Love Still Goes On»                                                | 3:00     |  |
| 11. | «Girls (Jonghyun) (cover de Wheesung)»                              | 4:09     |  |
| 12. | «OMG (Minho feat Simon D) (cover de Usher)»                         | 3:34     |  |
| 13. | «Romeo + Juliette (Taemin)»                                         | 5:43     |  |
| 14. | «My First Kiss (Key feat Krystal Jung) (cover de 3OH!3 feat Ke$ha)» | 4:04     |  |
| 15. | «A-Yo»                                                              | 4:32     |  |
| 16. | «Romantic»                                                          | 5:01     |  |
| 17. | «Obsession»                                                         | 4:11     |  |
| 18. | «Graze»                                                             | 3:42     |  |

### CD 2
| N.º | Título                                                             | Duración |  |
| 1.  | «Replay»                                                           | 3:41     |  |
| 2.  | «Love Like Oxygen»                                                 | 3:12     |  |
| 3.  | «Quasimodo»                                                        |          |  |
| 4.  | «Life»                                                             | 4:43     |  |
| 5.  | «Nessun Dorma (Onew) ((cover de Giacomo Puccini's opera Turandot)» | 2:46     |  |
| 6.  | «Island Baby»                                                      | 4:08     |  |
| 7.  | «Ring Ding Dong»                                                   | 5:08     |  |
| 8.  | «Up & Down»                                                        | 3:35     |  |
| 9.  | «Ready Or Not»                                                     | 3:07     |  |
| 10. | «Lucifer»                                                          | 5:28     |  |
| 11. | «Jojo»                                                             | 3:39     |  |
| 12. | «Bodyguard»                                                        | 3:13     |  |
| 13. | «One»                                                              | 3:42     |  |
| 14. | «The SHINee World (versión de estudio)»                            | 4:36     |  |
| 15. | «A.MI.GO (versión de estudio)»                                     | 3:53     |  |
| 16. | «Lucifer (versión de estudio)»                                     | 5:29     |  |

## Posicionamiento en listas
| Gráfico                  | Posicionamiento | Total de ventas |
| ------------------------ | --------------- | --------------- |
| Gaon Weekly album chart  | 2               | 30,978+         |
| Gaon Monthly album chart | 3               | 30,978+         |